# Véres kard

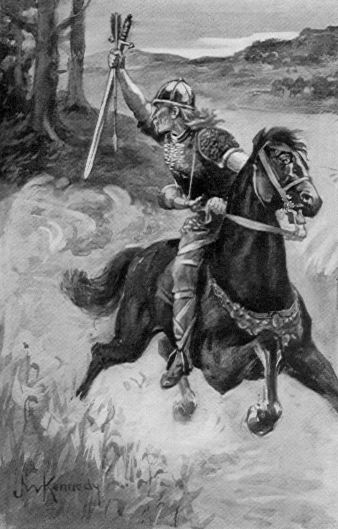
Angliai mozgósítás viking támadás ellen, 1900 körüli rajzon

Régen a véres kard a hadba hívás jele volt, a véres kard szertehordozására indultak a nemesek a hadba.
Hérodotosz azt írta a szkítákról, hogy a hadak istenének szentelt kardokat a foglyok vérével öntözték le. A vogulok, finnek, hunok egyaránt hittek az égből aláhullott szent kardokban. 
Magyarországon nagy veszedelem idején a hírvivők és kikiáltók véres kardot hordoztak körül az országban, különösen a tatárjárást és a mohácsi vészt megelőző időkben. A nemesi felkelés (latinul insurrectio) az 1809-es győri csatáig létező katonai szervezési mód volt.
Hajdan, midőn a hazát veszély fenyegette, hős apáink véres kardot hordoztak körül az országban, s ennek láttára, mint sasok repültek a harcmezőre a vitéz magyarok. Én, látván a haza jelen veszedelmét, zászlót ragadtam a kezembe, s megesküdtem, hogy addig nem nyugszom, szegény fejemet nyugalomra nem hajtom, míg az elárult haza fiait szabadságának megmentésére, annak árulói ellen zászlóm alá nem gyűjtöm.
Hasonló mozgósítási gyakorlat hagyománya számos országban él.

## Kapcsolódó szócikk
- Mozgósítás